# Kościół Świętego Jana Chrzciciela w Górznie
Kościół Świętego Jana Chrzciciela – rzymskokatolicki kościół parafialny należący do dekanatu Garwolin diecezji siedleckiej.
Jest to świątynia wybudowana w 1787 roku dzięki staraniom księdza Benedykta Strzałkowskiego i konsekrowana w 1808 roku. W latach 1919–1920 kościół został przebudowany według projektu Kazimierza Bolesława Pleszczyńskiego. Zostały wówczas dobudowane transept i prezbiterium. Jednonawowa budowla reprezentuje styl barokowy, jest orientowana, murowana, wzniesiona z cegły. Fasada jest ujęta z lewej i prawej strony dwiema czworobocznymi wieżami. Wyposażenie powstało w okresie od XVI do XIX wieku. Epitafia osób zasłużonych reprezentują style: klasycystyczny i neogotycki i powstało w XIX wieku.